# Karbuterol
Karbuterol (karbuterol hidrohlorid) je β2-agonist.

## Spoljašnje veze
|  | Molimo Vas, obratite pažnju na važno upozorenje u vezi sa temama iz oblasti medicine (zdravlja). |